# Liparis flava
Liparis flava là một loài thực vật có hoa trong họ Lan. Loài này được (Aver.) Aver. mô tả khoa học đầu tiên năm 2003.